# Посадочная зона 1

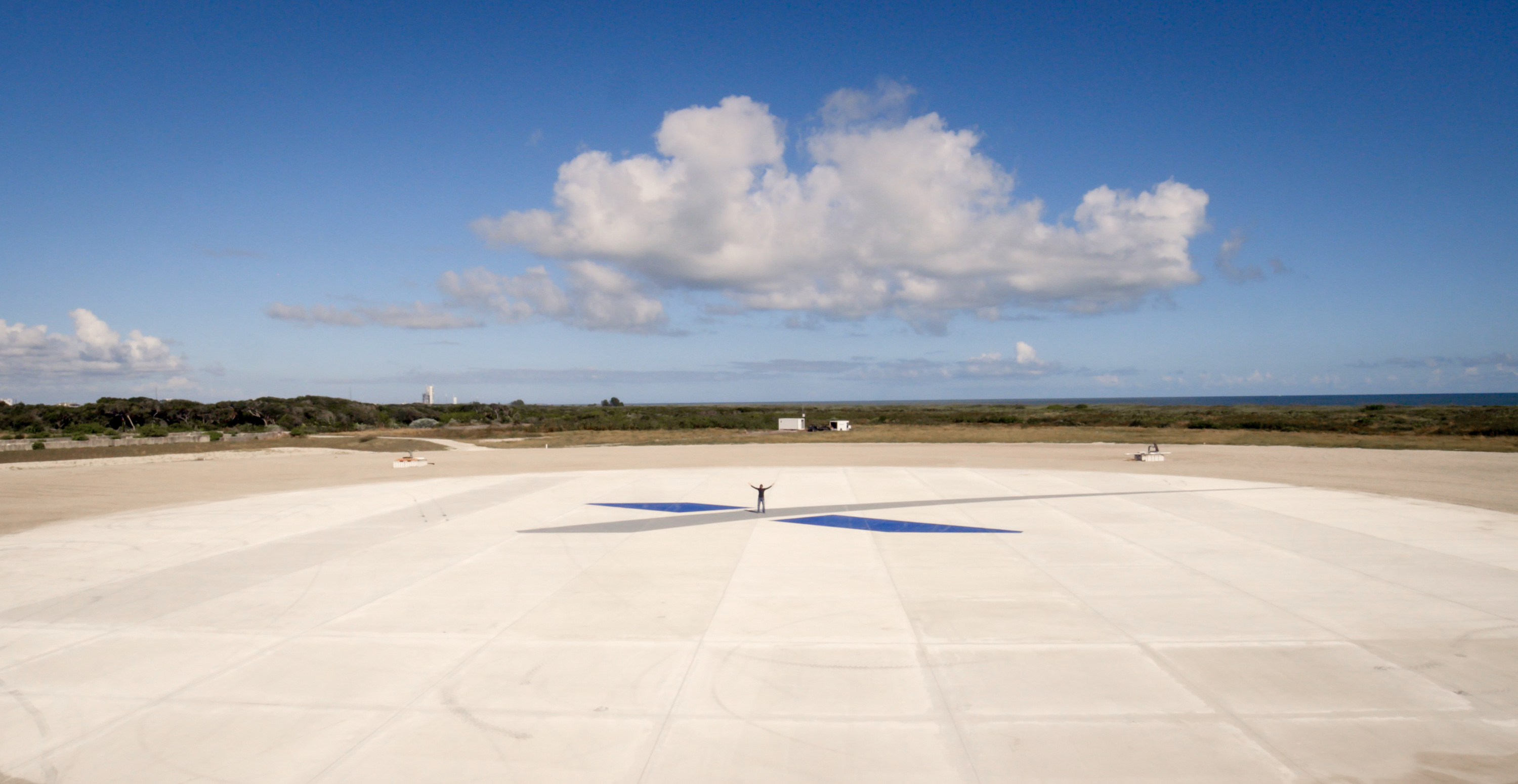
Посадочная зона 1, основная площадка

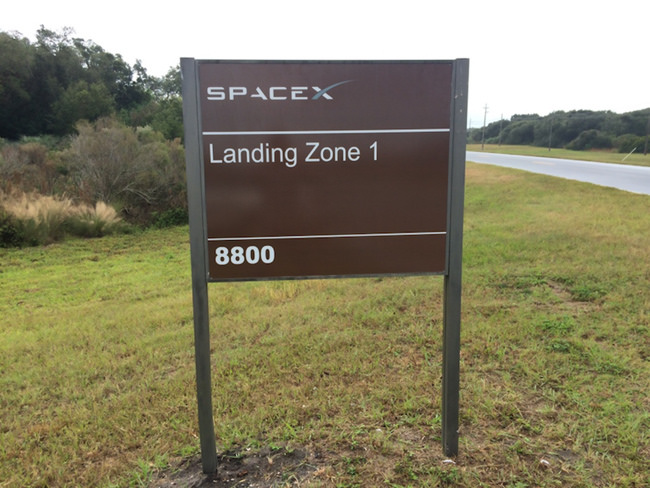
Посадочная зона 1

Посадочная зона 1 (англ. Landing Zone 1; ранее известна как Landing Complex 1, в прошлом Launch Complex 13) — посадочный комплекс, расположен на территории Базы ВВС США на мысе Канаверал в штате Флорида.
Используется компанией SpaceX для управляемой посадки первой ступени ракеты-носителя Falcon 9 и Falcon Heavy, запускаемых со стартовых площадок SLC-40 и LC-39A.
Посадочный комплекс находится на расстоянии около 9 км от стартового комплекса SLC-40 и около 15 км от стартовой площадки LC-39A.
Первое успешное приземление первой ступени ракеты-носителя состоялось 22 декабря 2015 года.

## Launch Complex 13
Использовался Военно-воздушными силами США для запуска ракет-носителей Atlas B, D, E и F, а также Atlas-Agena в период с 1958 по 1978 год.
Всего был произведён 51 запуск.
С 1978 по 2015 год комплекс не использовался.

## Landing Zone 1
10 февраля 2015 года между компанией SpaceX и 45-й космической эскадрильей ВВС США был подписан договор аренды сроком на 5 лет, подразумевающий переоборудование стартового комплекса LC-13, с целью использования его для посадки первых ступеней ракет-носителей Falcon 9 и Falcon Heavy.
Согласно изначальной проектной документации, планировалось соорудить одну центральную бетонную площадку, диаметром 61 метр, а также 4 резервных площадки, диаметром 46 метров. Соглашение покрывает до 12 посадок ступени ежегодно, но не прописывает сценария с одновременным приземлением нескольких ускорителей для Falcon Heavy.
По диаметру площадки размещено 4 гидранта противопожарной системы FireX, заливающие посадочную площадку водой перед посадкой ракеты. Вода, испаряясь и растекаясь, уменьшает разрушительное действие реактивной струи на покрытие площадки.
В декабре 2015 года компания сообщила, что планирует произвести первую попытку приземления на посадочном комплексе первой ступени Falcon 9 в рамках запуска 11 спутников связи Orbcomm-G2, который намечен на 21 декабря 2015 года.
Компания SpaceX намерена соорудить кроме основной ещё 2 посадочные площадки на этом комплексе, чтобы иметь возможность посадить одновременно все 3 ступени (центральный блок и боковые ускорители) ракеты-носителя Falcon Heavy. Размер новых площадок (северной и южной) будет составлять 116 м, центральный бетонный круг диаметром 86 м будет окружён кольцом уплотнённого грунта шириной 15 м. Для обеспечения противопожарной системы FireX для новых площадок будет установлен бак для воды вместимостью до 45,5 тонн. Также на территории комплекса планируют сооружение временного помещения, размерами 39,6 × 30,5 × 9,1 м, для проведения межполётного технического обслуживания космических кораблей Dragon и Dragon 2. На северной площадке, при помощи передвижного испытательного стенда, на кораблях Dragon 2 будут проводить статические прожиги двигателей системы аварийного спасения и реактивной посадки SuperDraco.

## Использование

### 22 декабря 2015 года (Orbcomm 2)
Через 2 минуты 20 секунд после запуска, на высоте около 72 км и при скорости около 6000 км/ч (4,85 Маха), были выключены двигатели первой ступени Falcon 9. Спустя 4 секунды ступени были расстыкованы и первая ступень начала серию манёвров для возвращения. На 4-й минуте полёта начался первый из них, 3 двигателя из 9 были запущены, чтобы направить ступень к месту запуска с помощью U-образного манёвра (boostback burn). На 9-й минуте полёта 3 двигателя были запущены во второй раз, для того, чтобы снизить скорость ступени при входе в плотные слои атмосферы (re-entry burn). На 10-й минуте полёта центральный двигатель ступени был запущен для финального сброса скорости (landing burn). За 10 секунд до посадки были выдвинуты 4 посадочные стойки. Первая ступень успешно приземлилась в центр посадочной площадки через 9 минут 44 секунды после запуска ракеты-носителя.

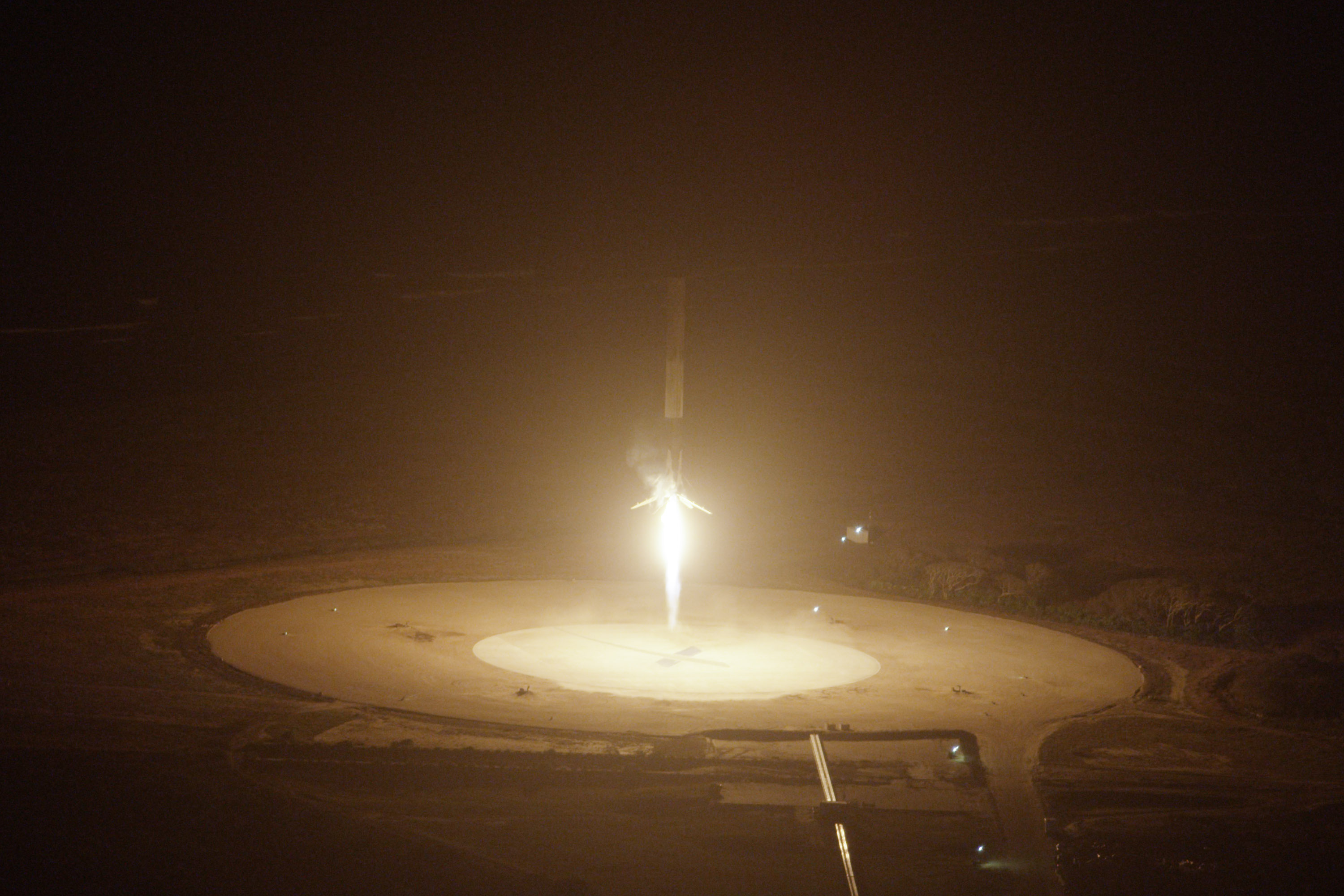
Ступень перед посадкой
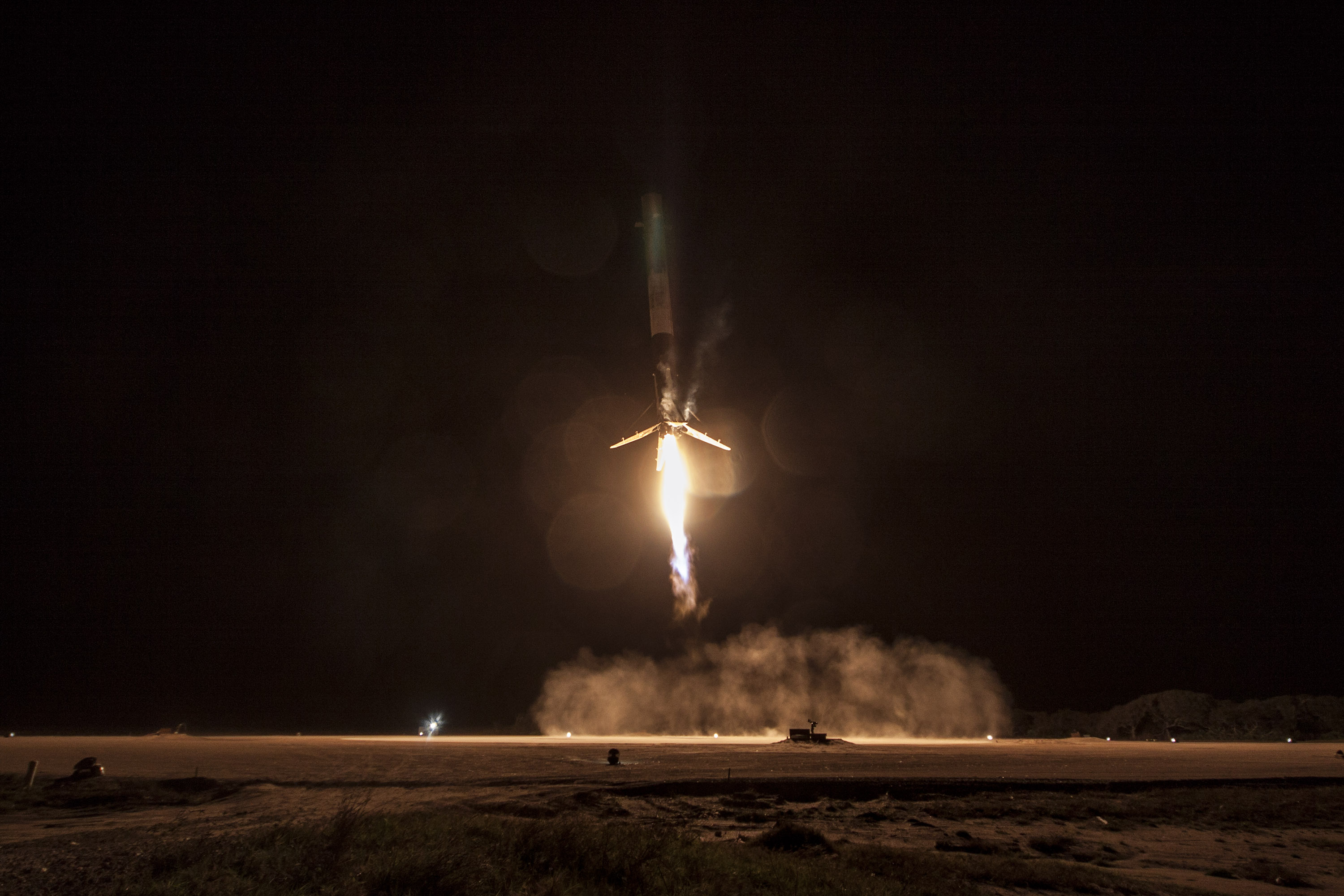
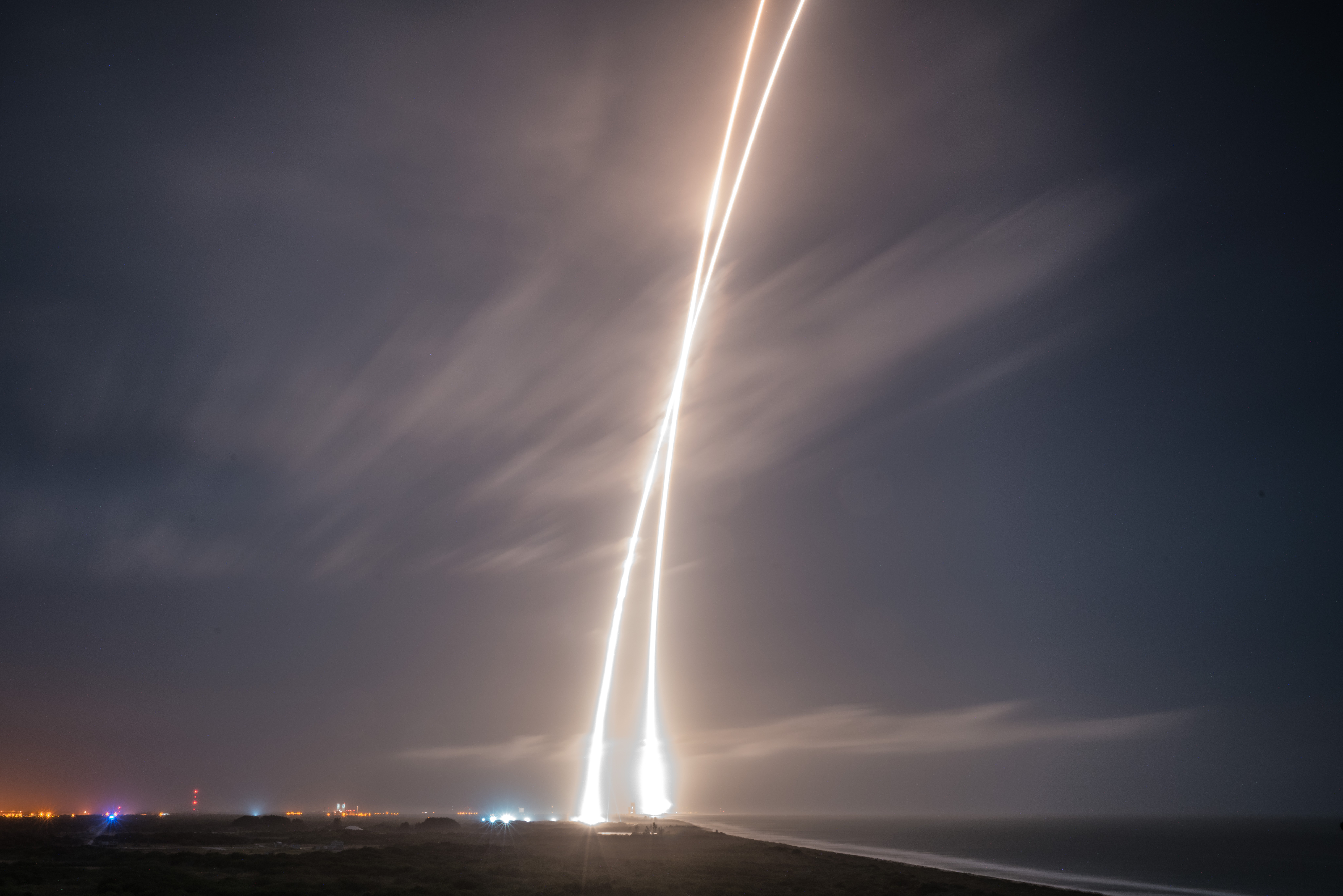
Взлет и посадка (снимок с длительной выдержкой)

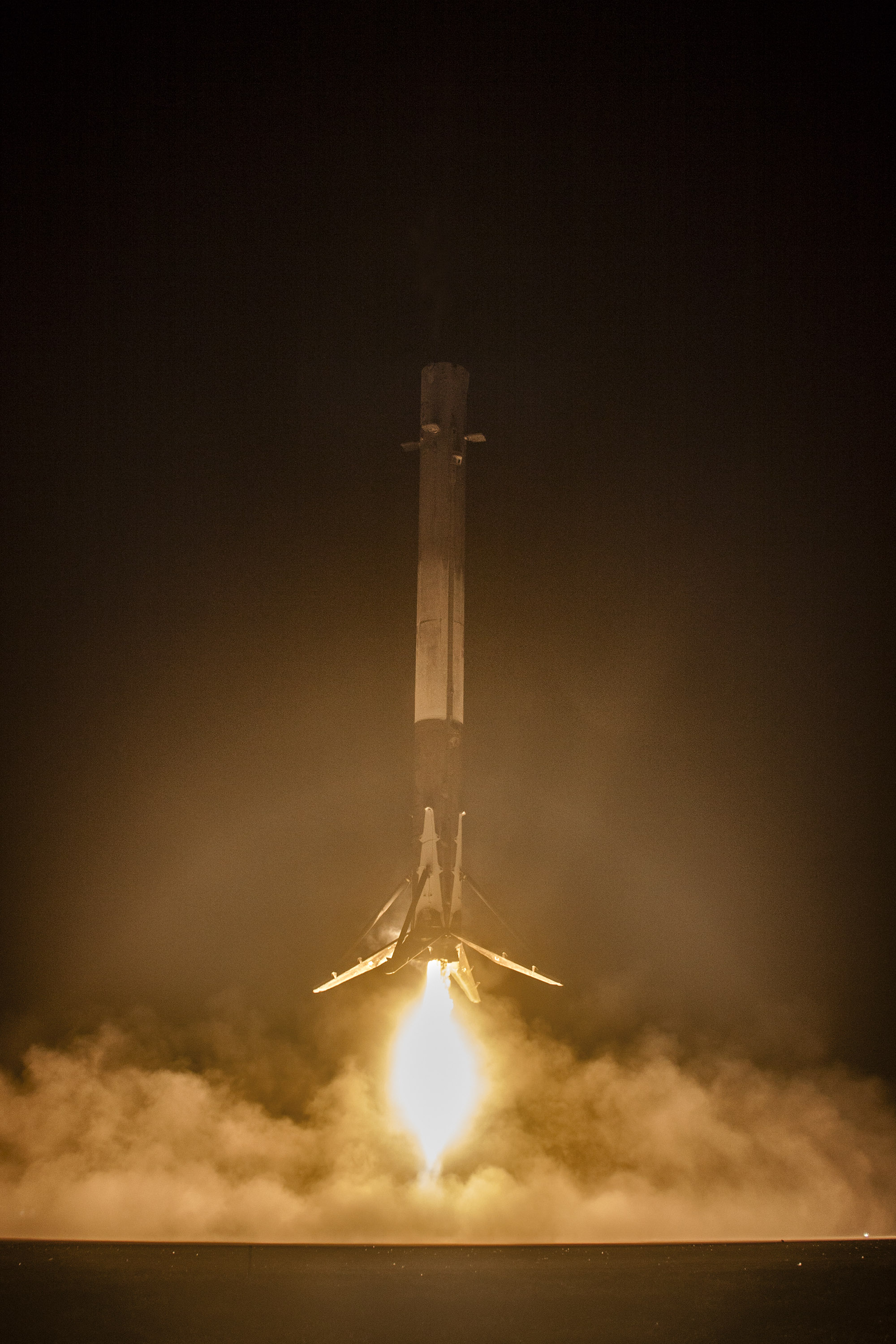
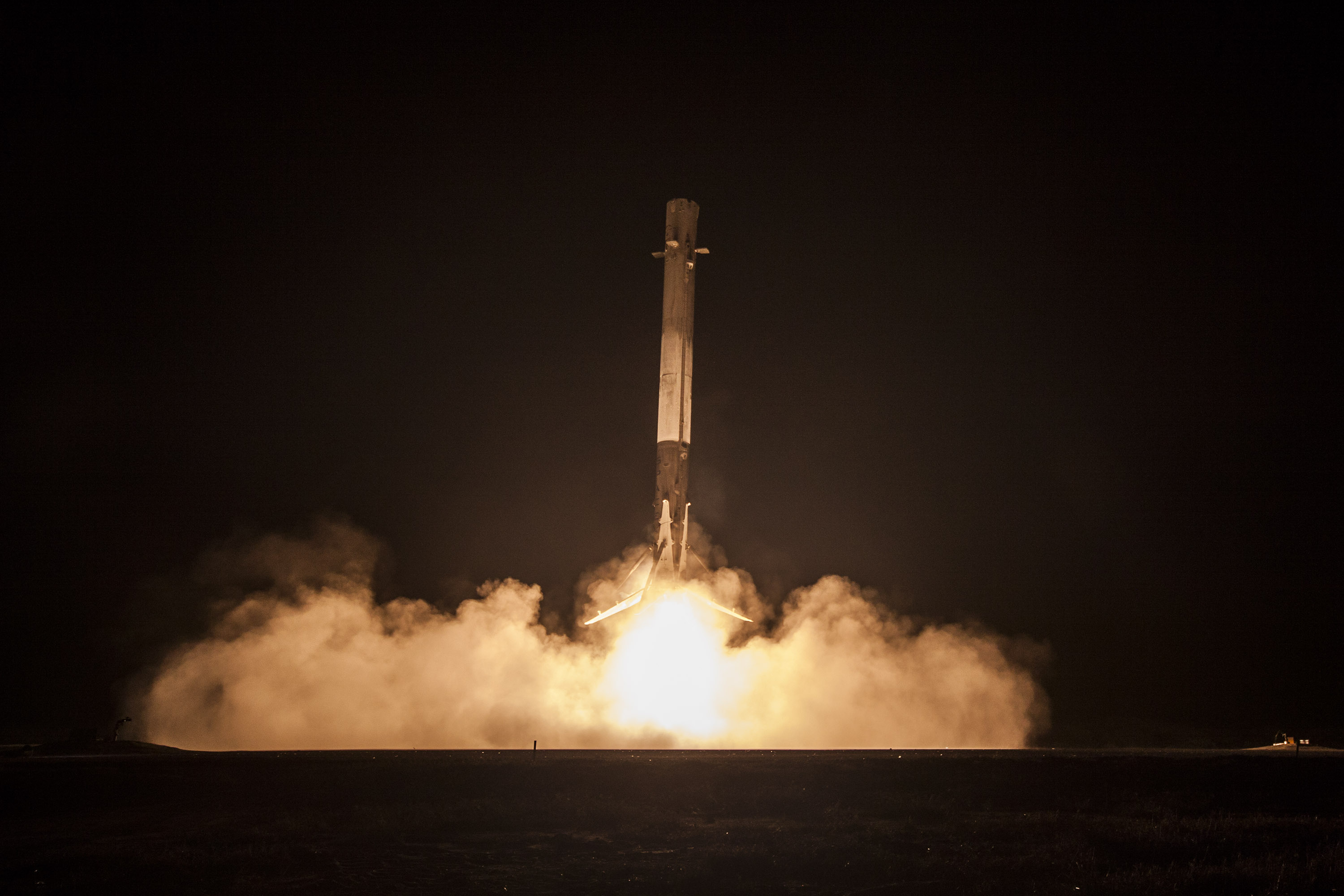
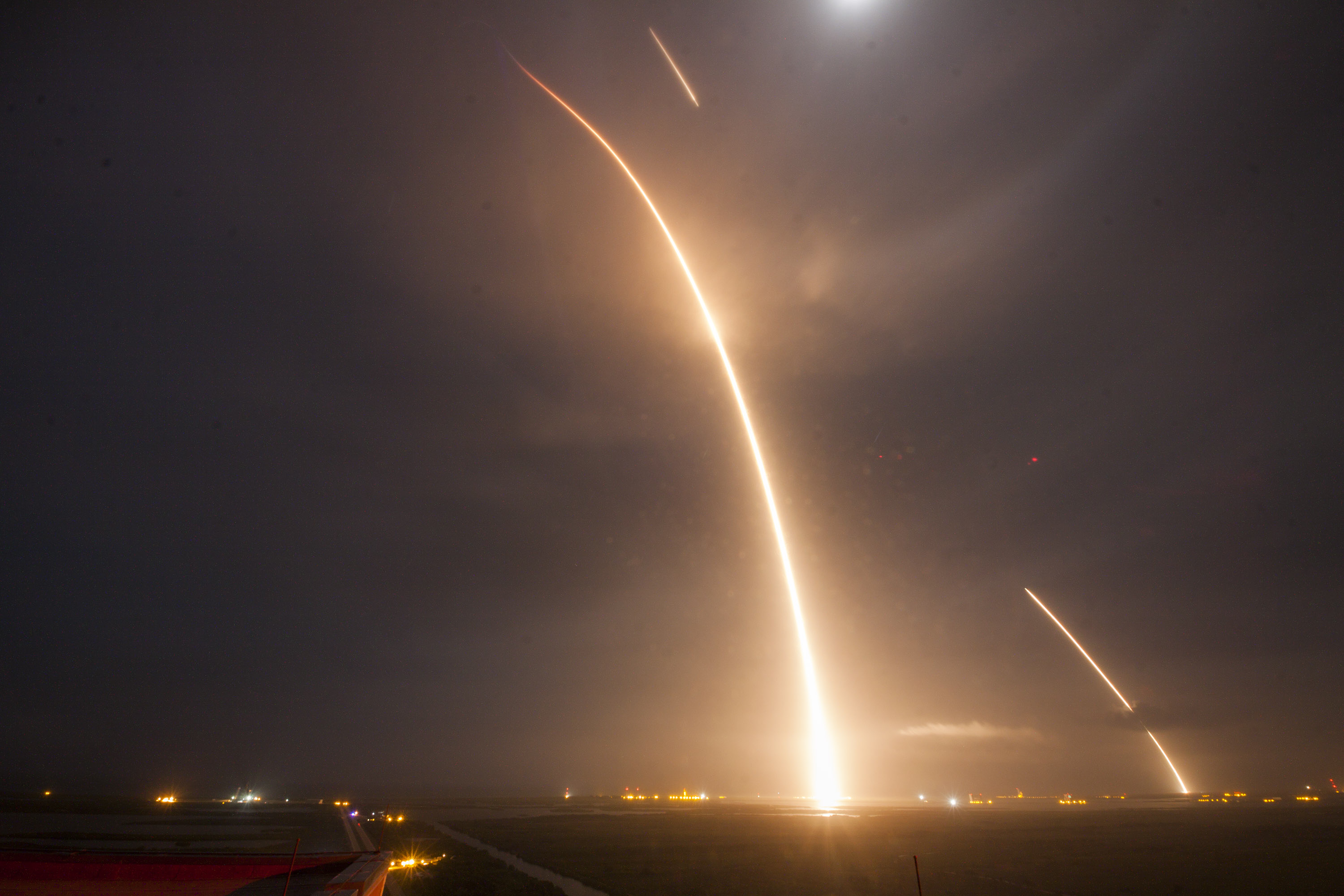
Взлёт, вход в атмосферу и посадка (снимок с длительной выдержкой)
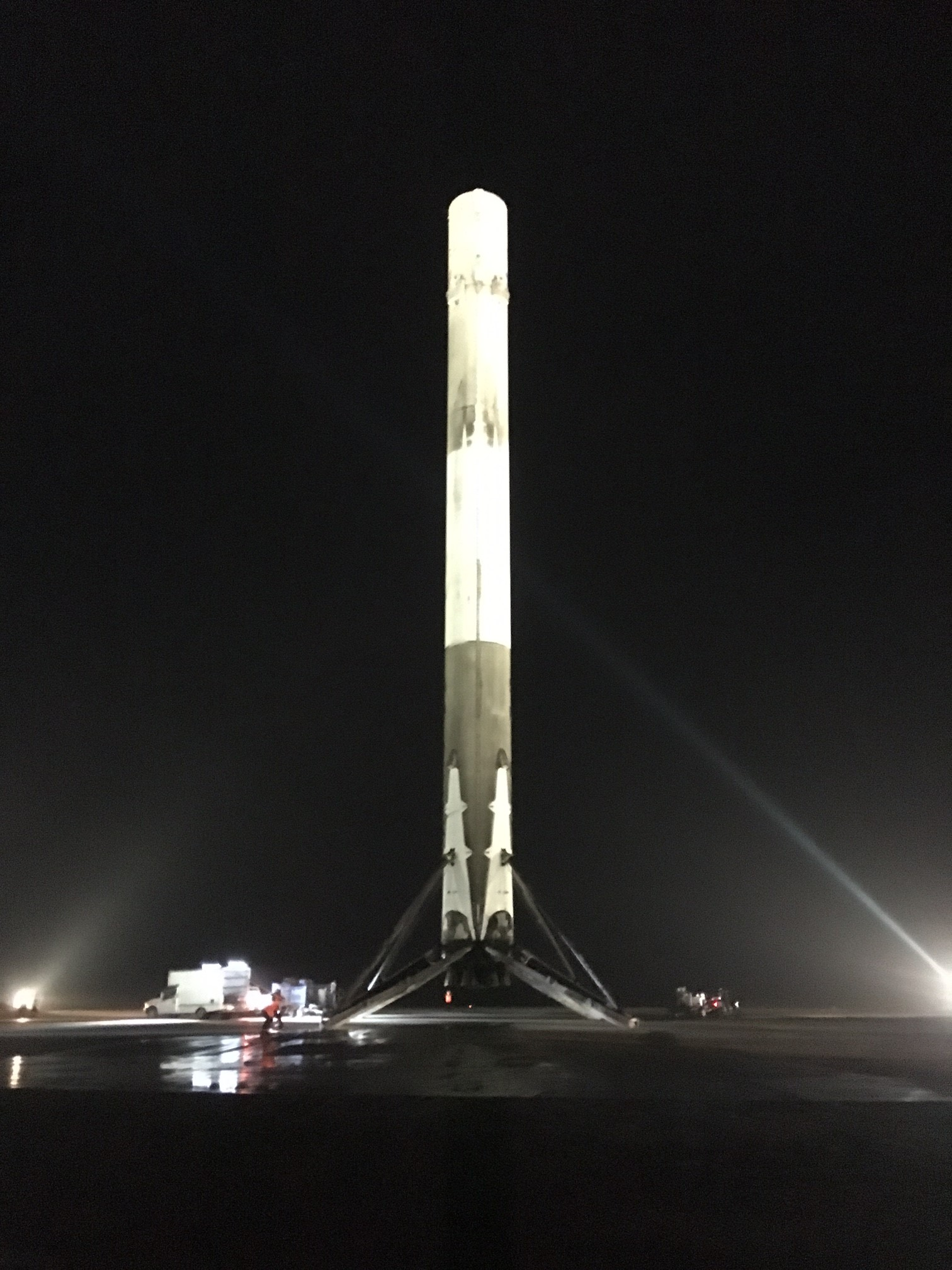

### 18 июля 2016 года (SpaceX CRS-9)
Двигатели первой ступени были выключены через 2 мин. 21 сек. после старта, на высоте 61 км при скорости 1600 м/с (4,65 Маха). Незамедлительно после расстыковки ступень совершила разворот и в T+2:41 начала манёвр перехода на обратный курс, 3 двигателя работали в течение 50 секунд. Через 6,5 минут после запуска ступень начала импульс вхождения в атмосферу, продлившийся 20 секунд. 30-секундный посадочный импульс завершился успешной посадкой ступени в центр площадки через 8 мин. 18 сек. после запуска ракеты-носителя.

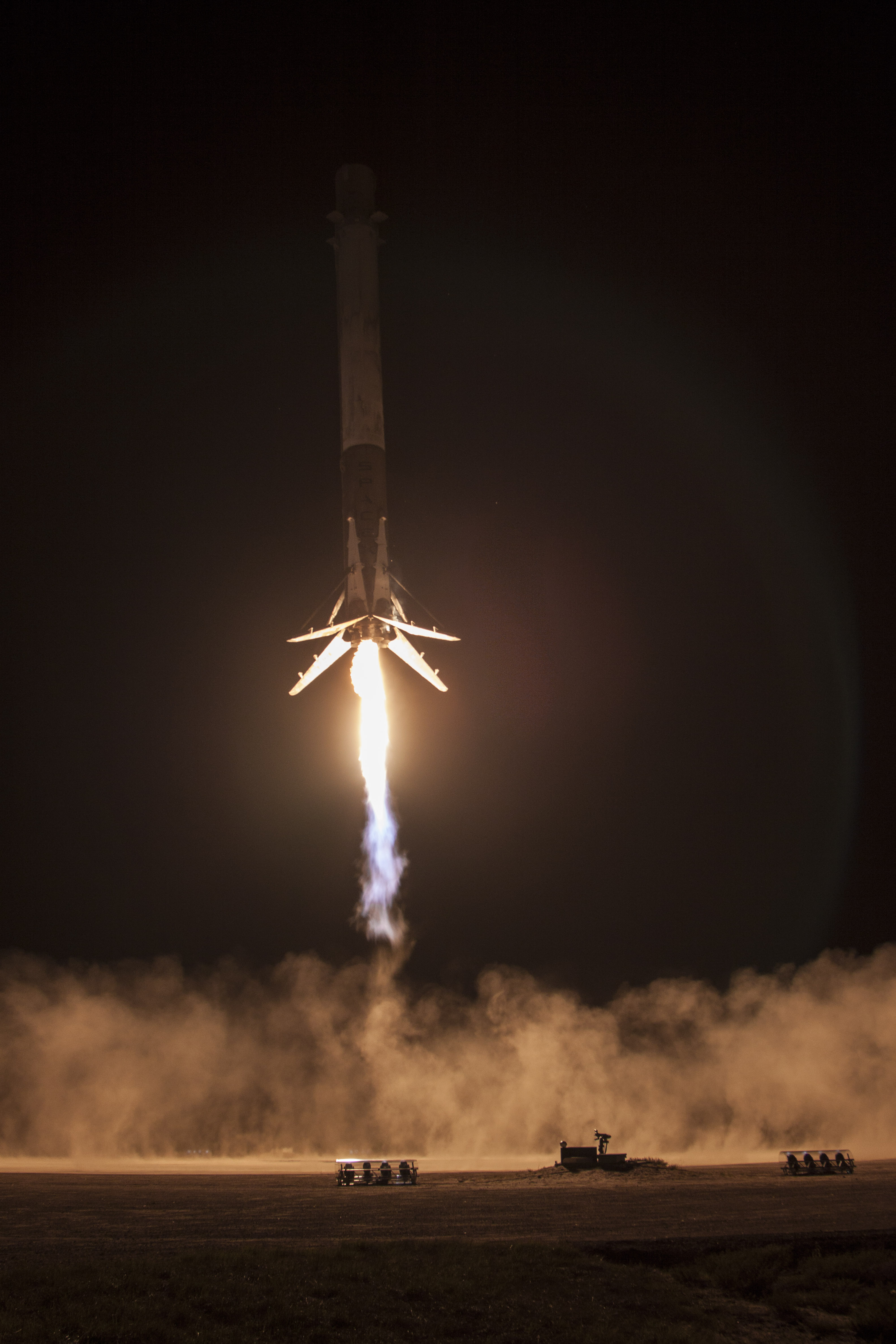
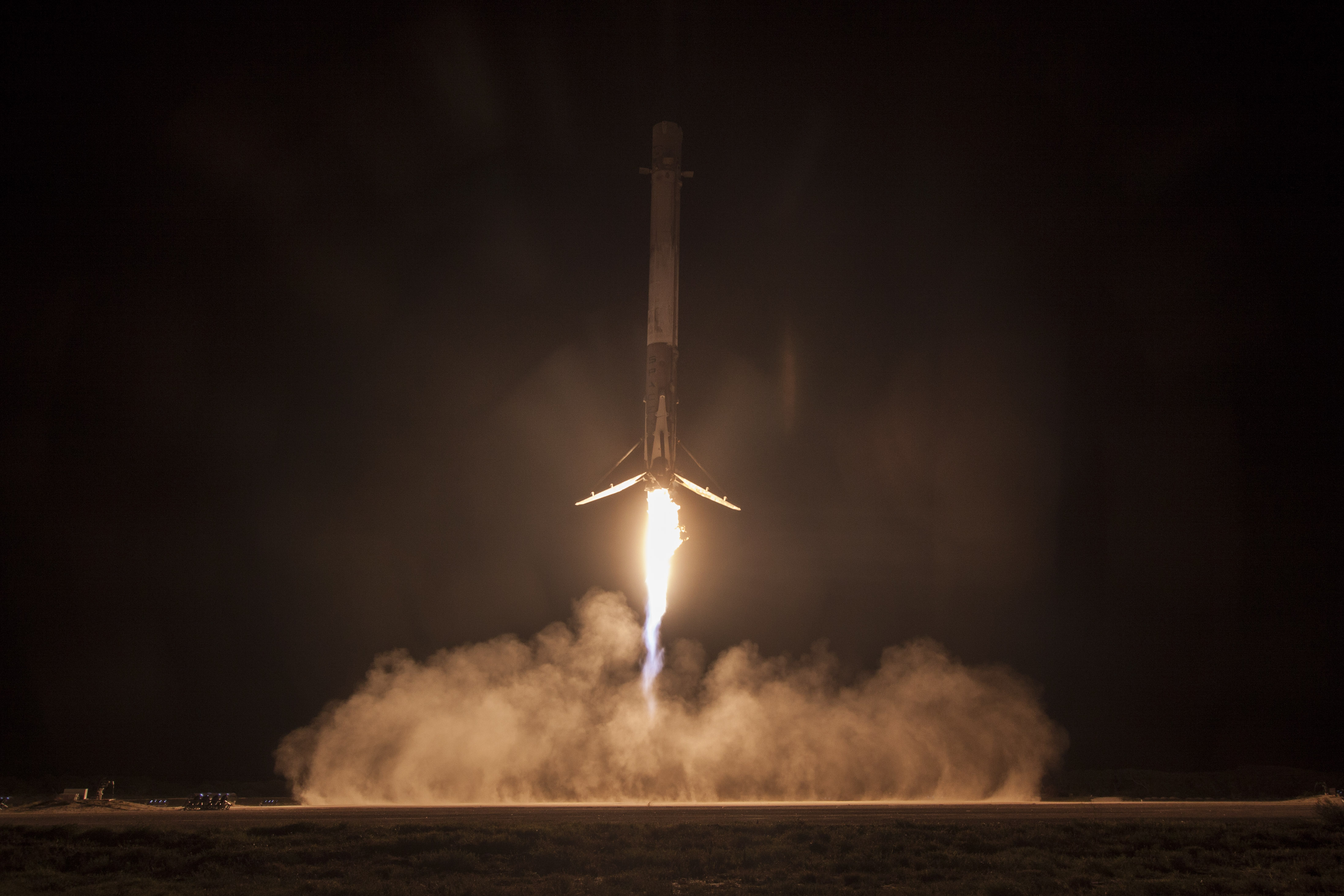
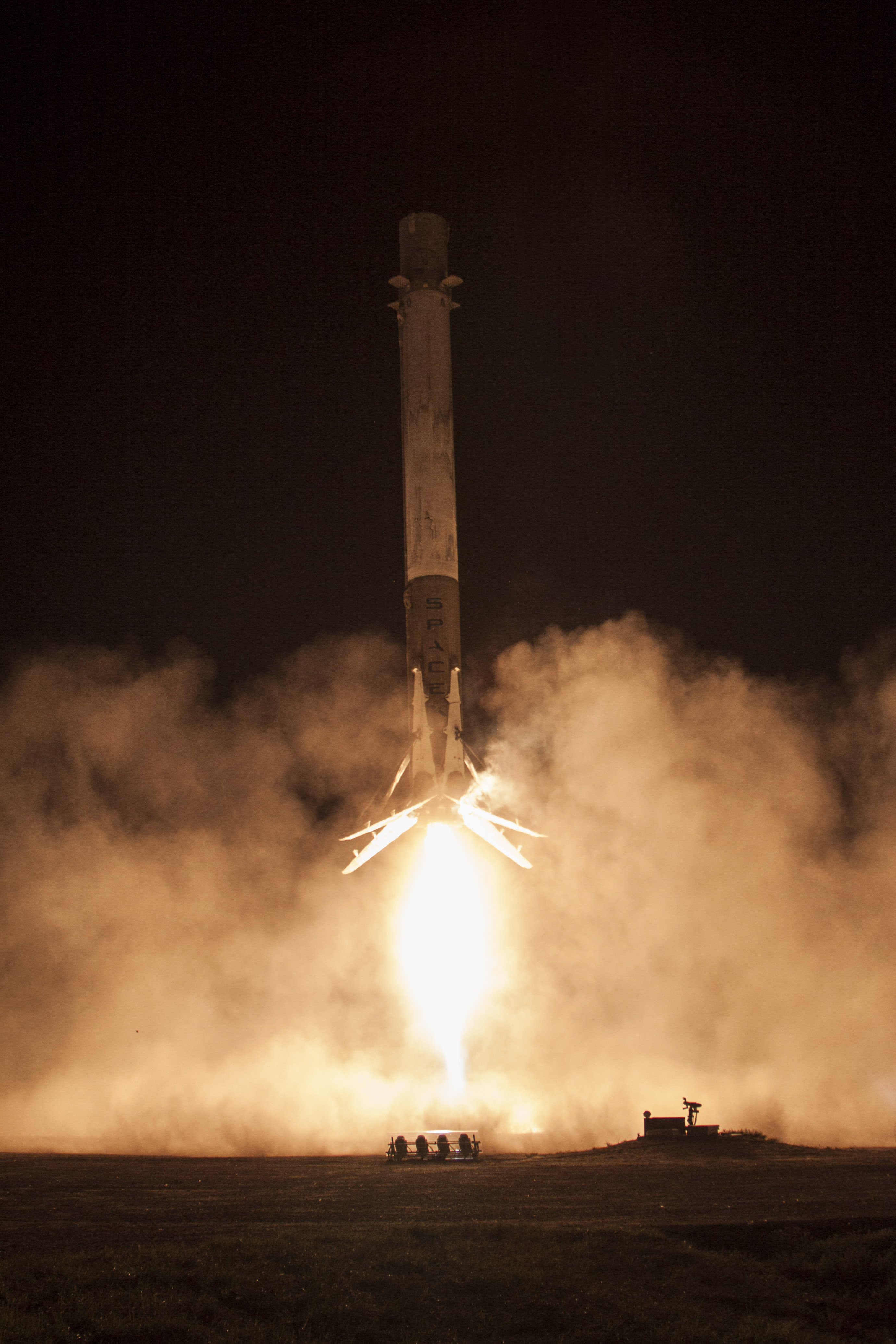
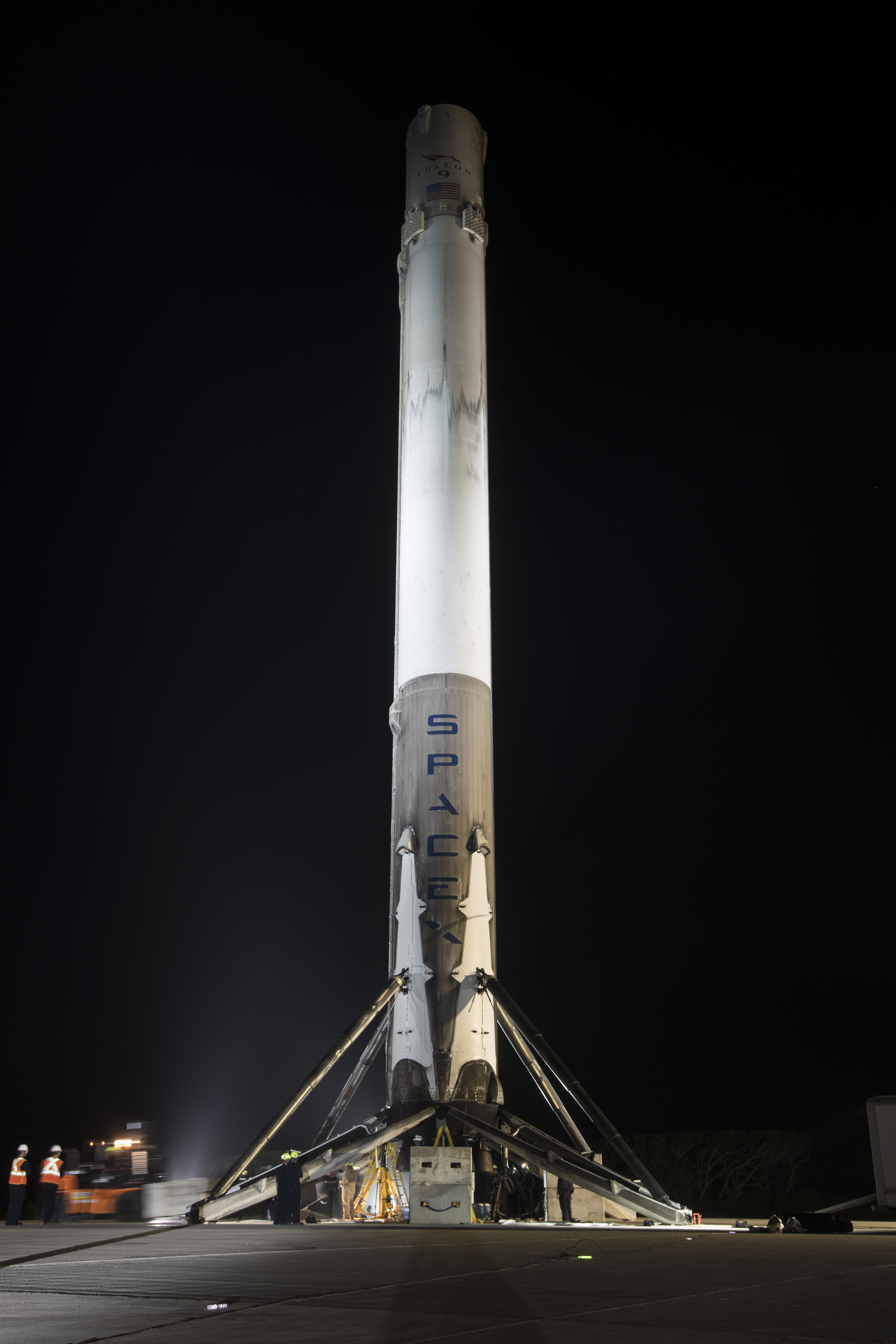

### 19 февраля 2017 года (SpaceX CRS-10)
Третья успешная посадка первой ступени на посадочной площадке и первая, выполненная в светлое время суток, спустя 8 минут после старта ракеты-носителя Falcon 9 с грузовым кораблём снабжения Dragon.

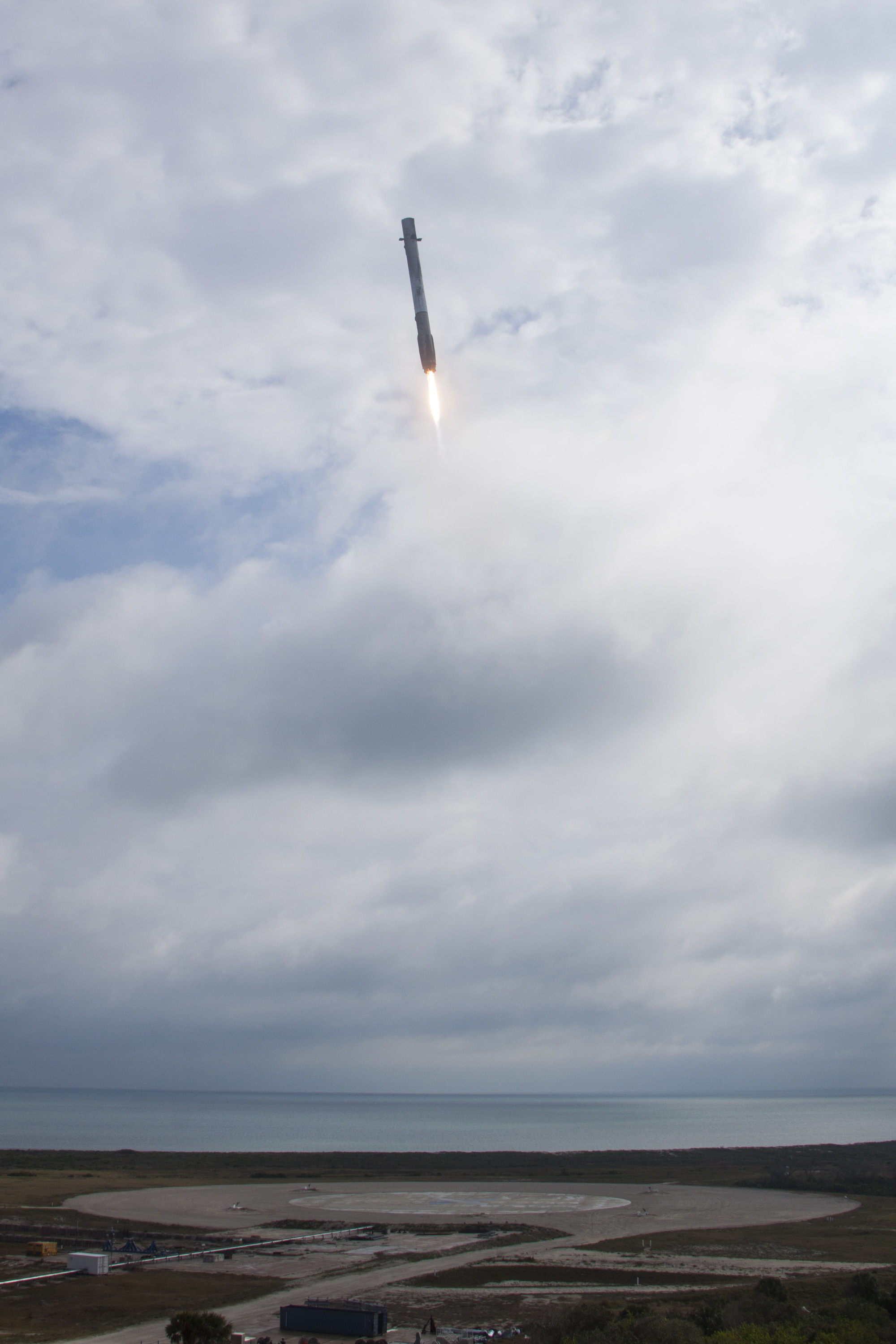
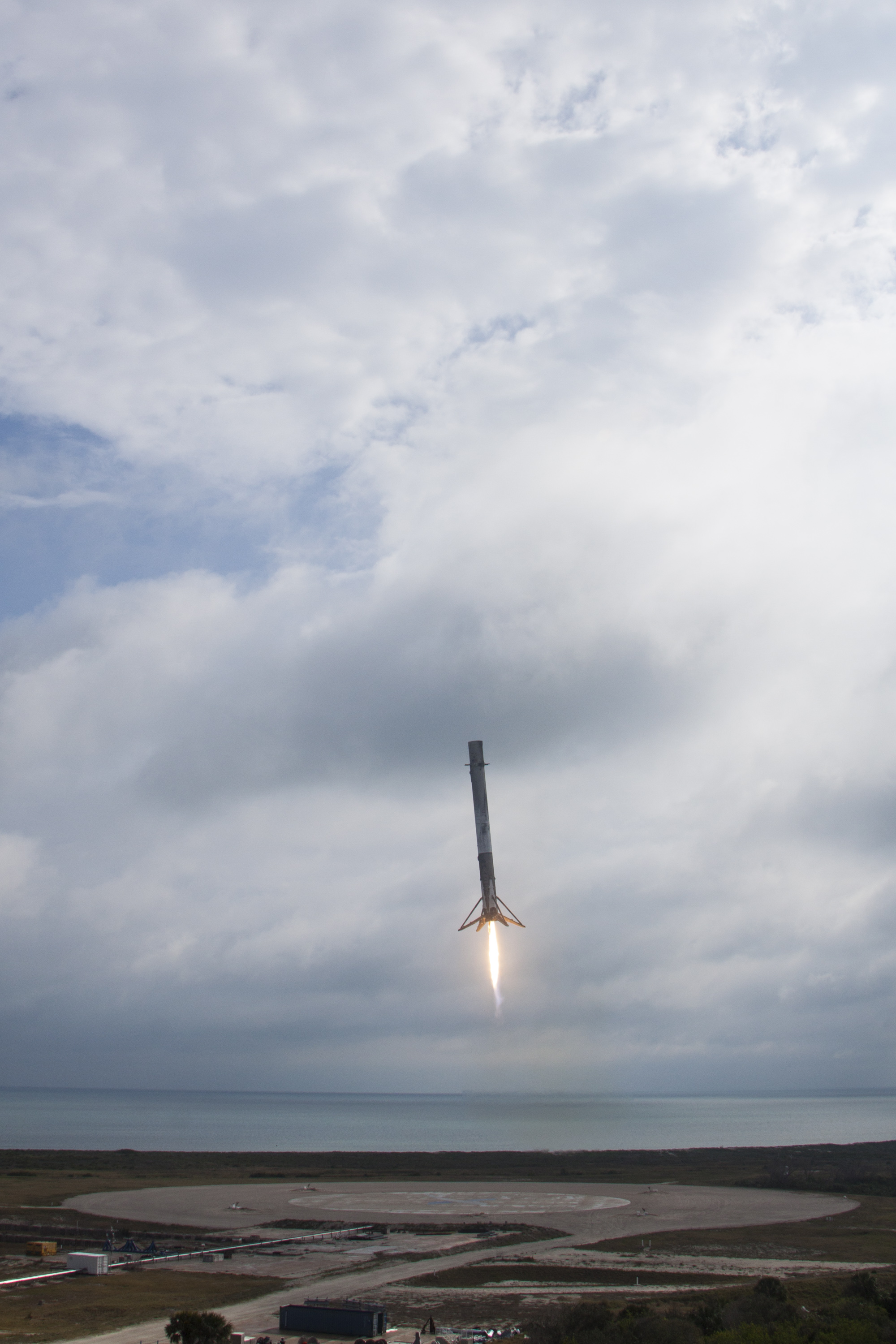
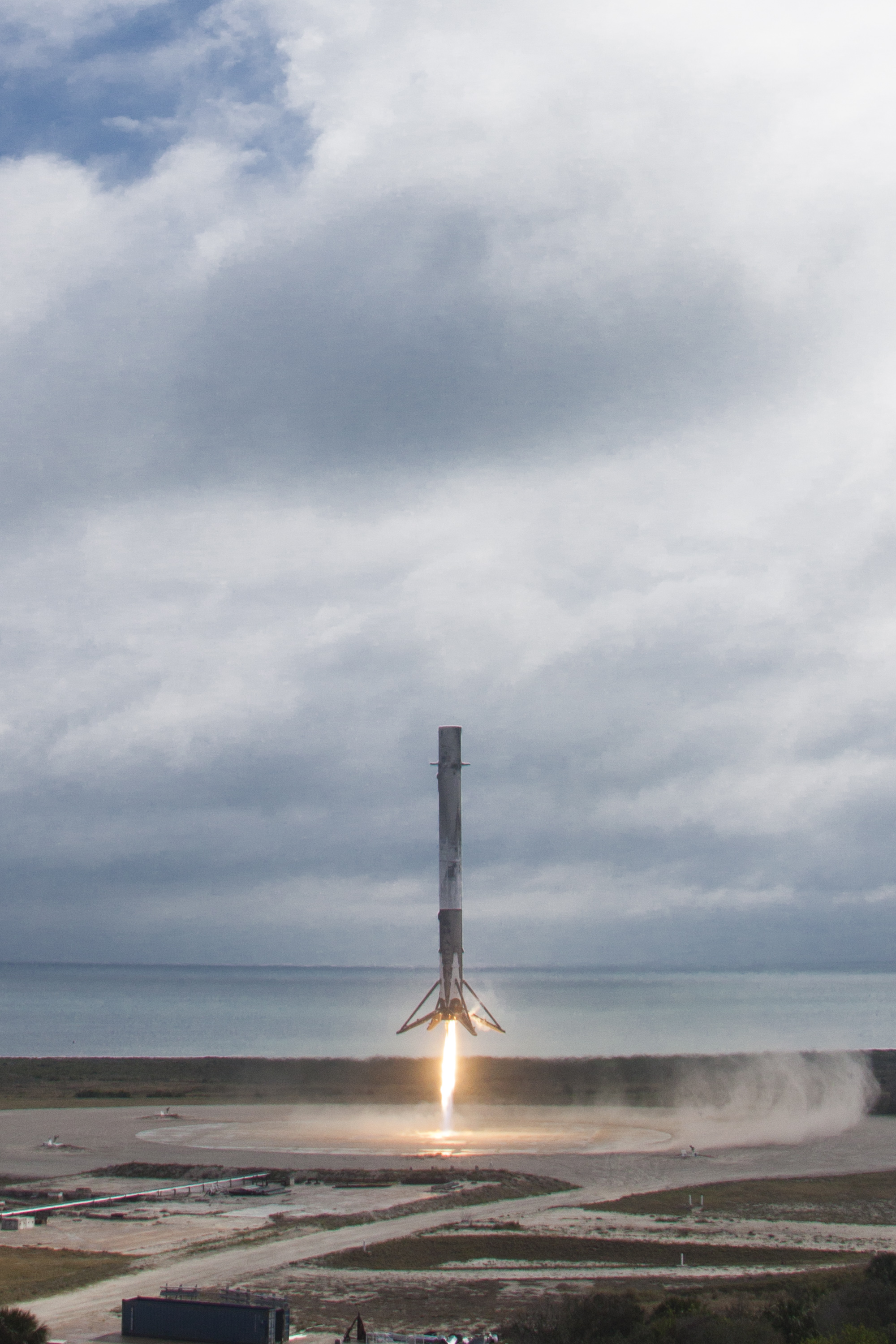
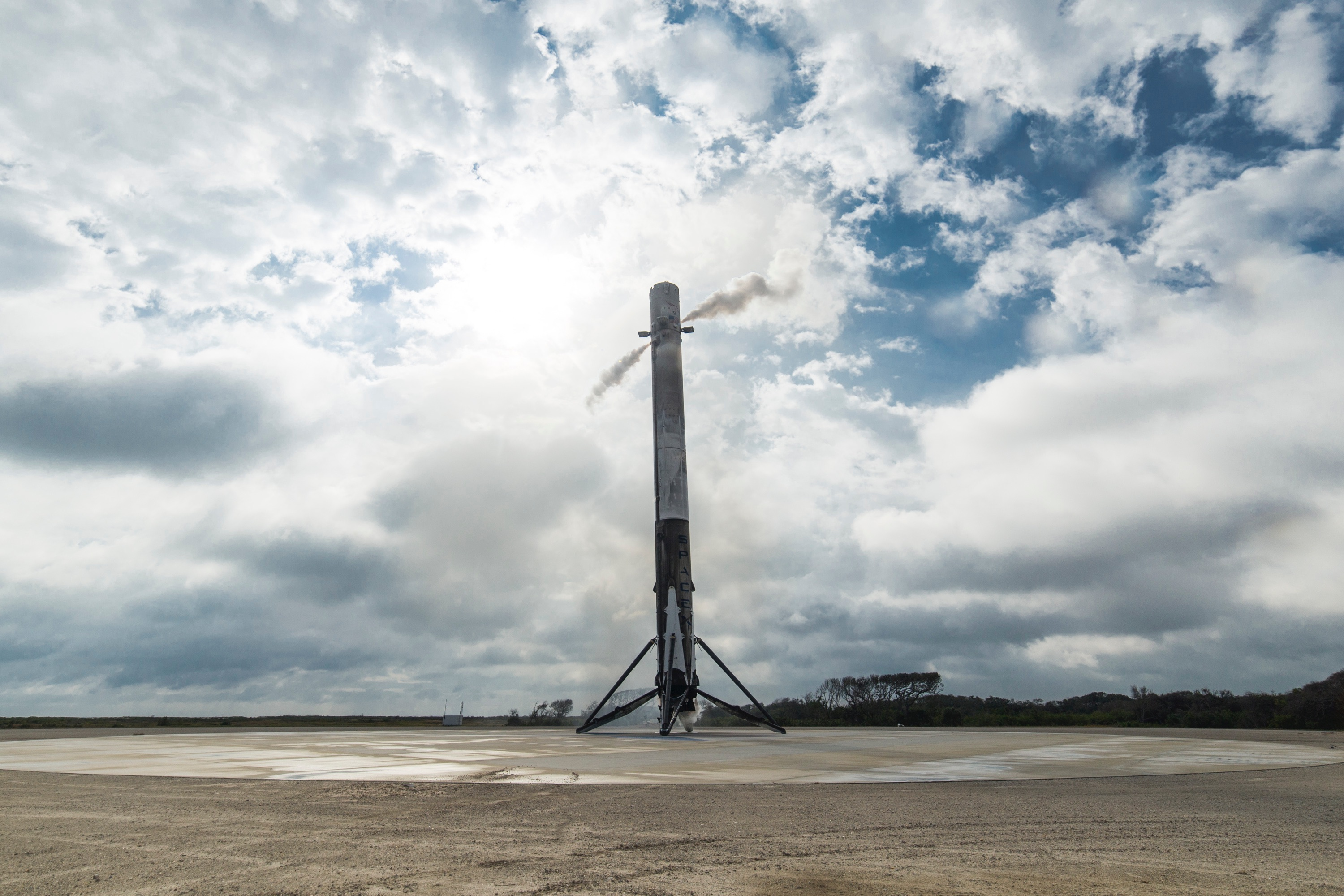

### 1 мая 2017 года (NROL-76)
Первая ступень успешно приземлилась на посадочной площадке спустя 9 минут после старта. Особенности миссии (секретность полезной нагрузки) не позволяли в официальном вебкасте SpaceX демонстрировать участок полёта второй ступени ракеты-носителя, поэтому впервые была показана телеметрия (скорость и высота) с первой ступени, начиная с момента старта до самой посадки. Хорошие погодные условия позволили проследить весь полёт первой ступени с наземных камер слежения. Пи́ковая высота полёта ступени составила 166 км.

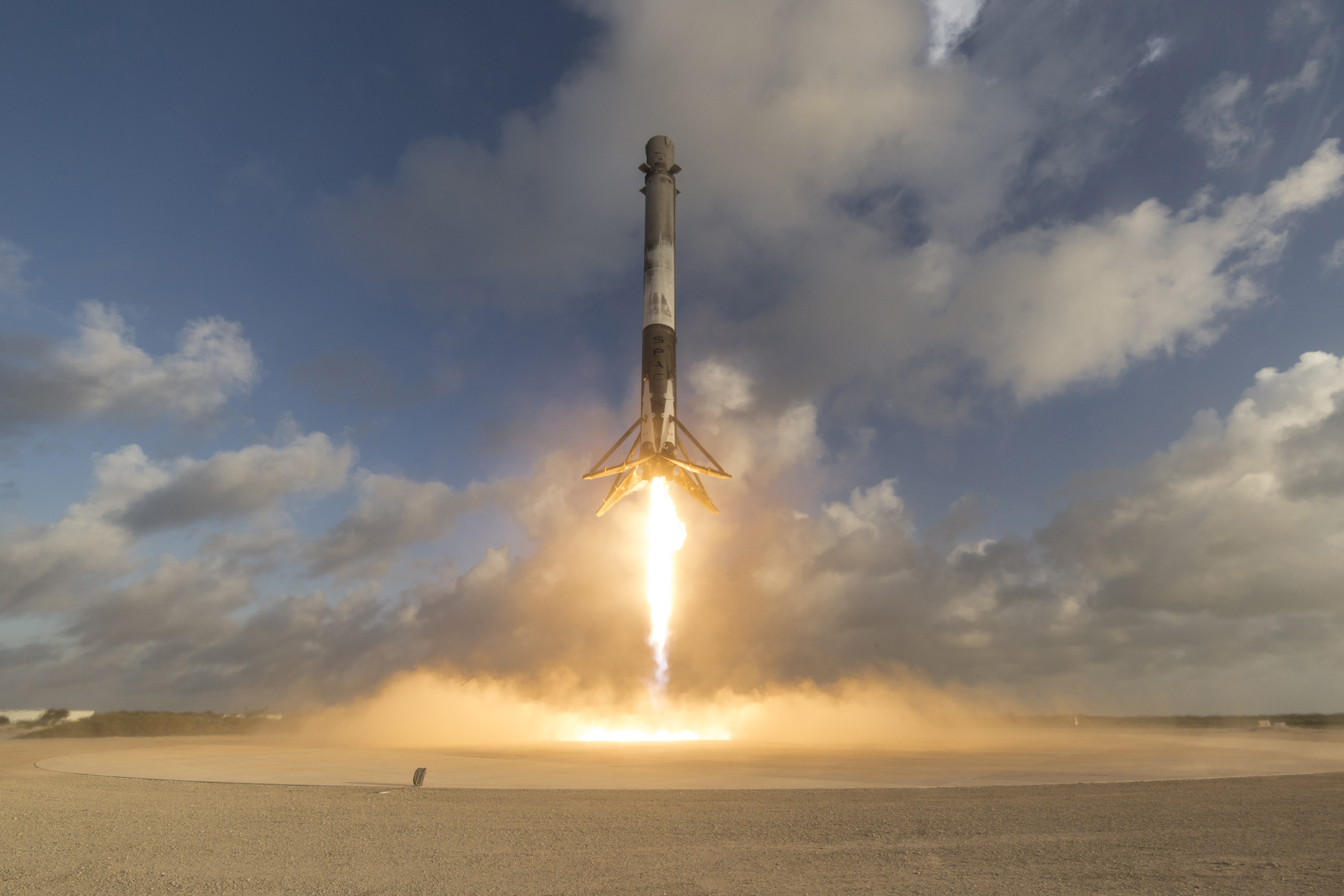
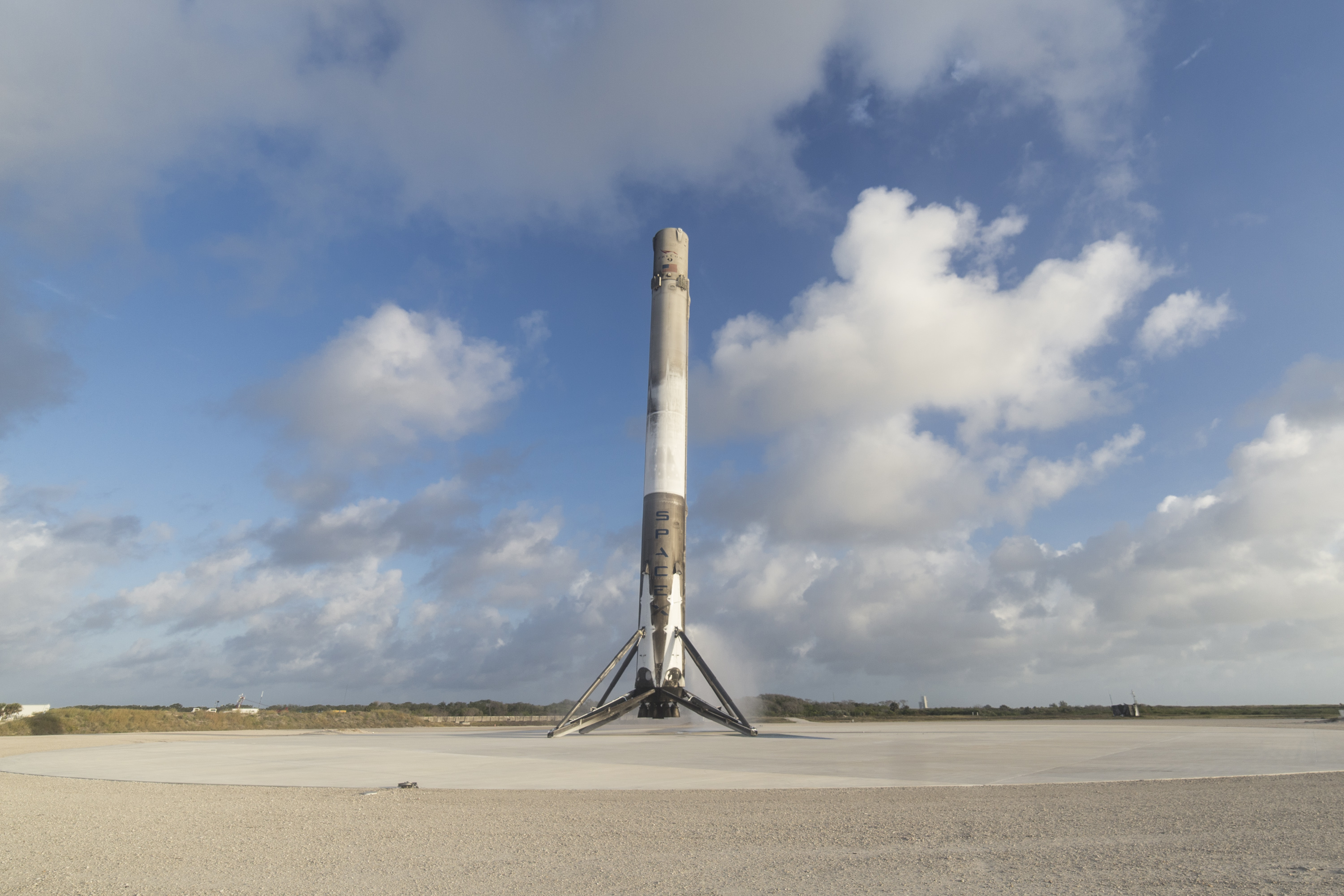

### 3 июня 2017 года (SpaceX CRS-11)
После отстыковки на высоте 65 км, первая ступень выполнила разворот и провела 52-секундный импульс возврата на обратный курс, достигнув максимальной высоты полёта в 120 км. При входе в плотные слои атмосферы, вторым, 18-секундным импульсом, скорость падения была сброшена на порядка 310 м/с, с начальных 3,7 Махов. Посадка состоялась спустя 7 мин. 41 с. после старта ракеты-носителя, что стало самым быстрым возвращение ступени на землю.
Перед этой посадкой площадка было покрыта специальной чёрной краской, отражающей радиосигнал, что позволяет радару ступени точнее определять расстояние до поверхности и обеспечивать более точное и плавное приземление.

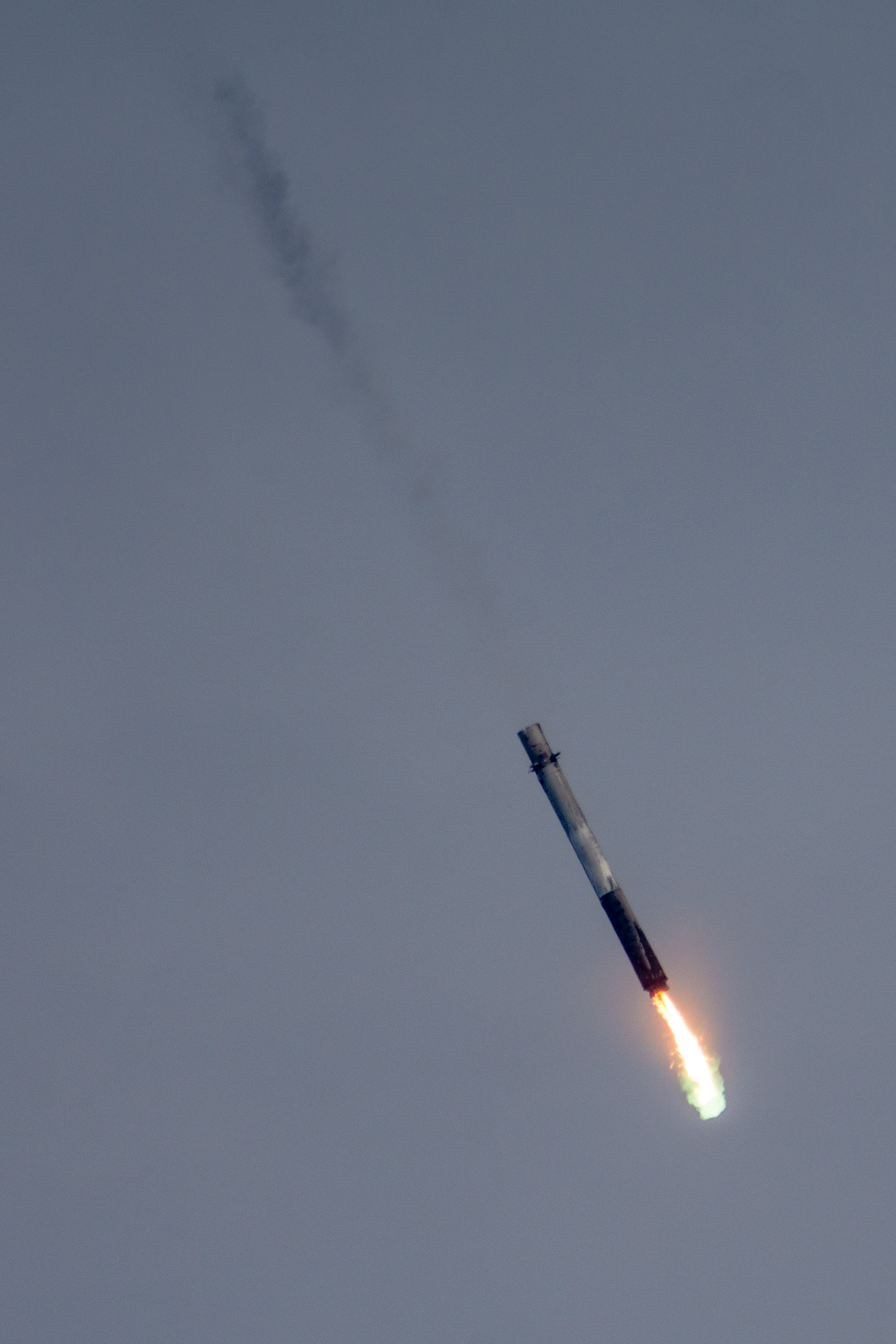
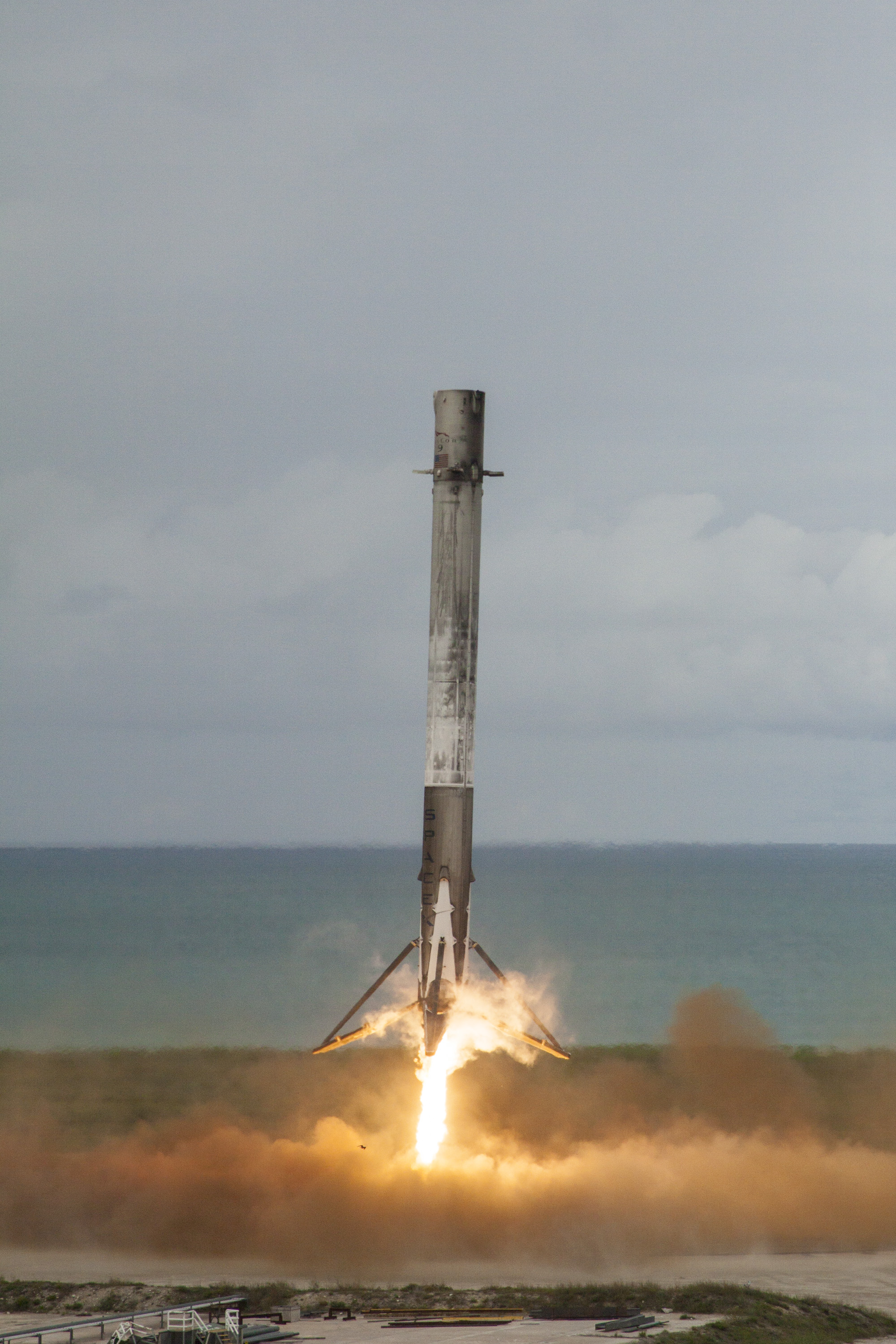
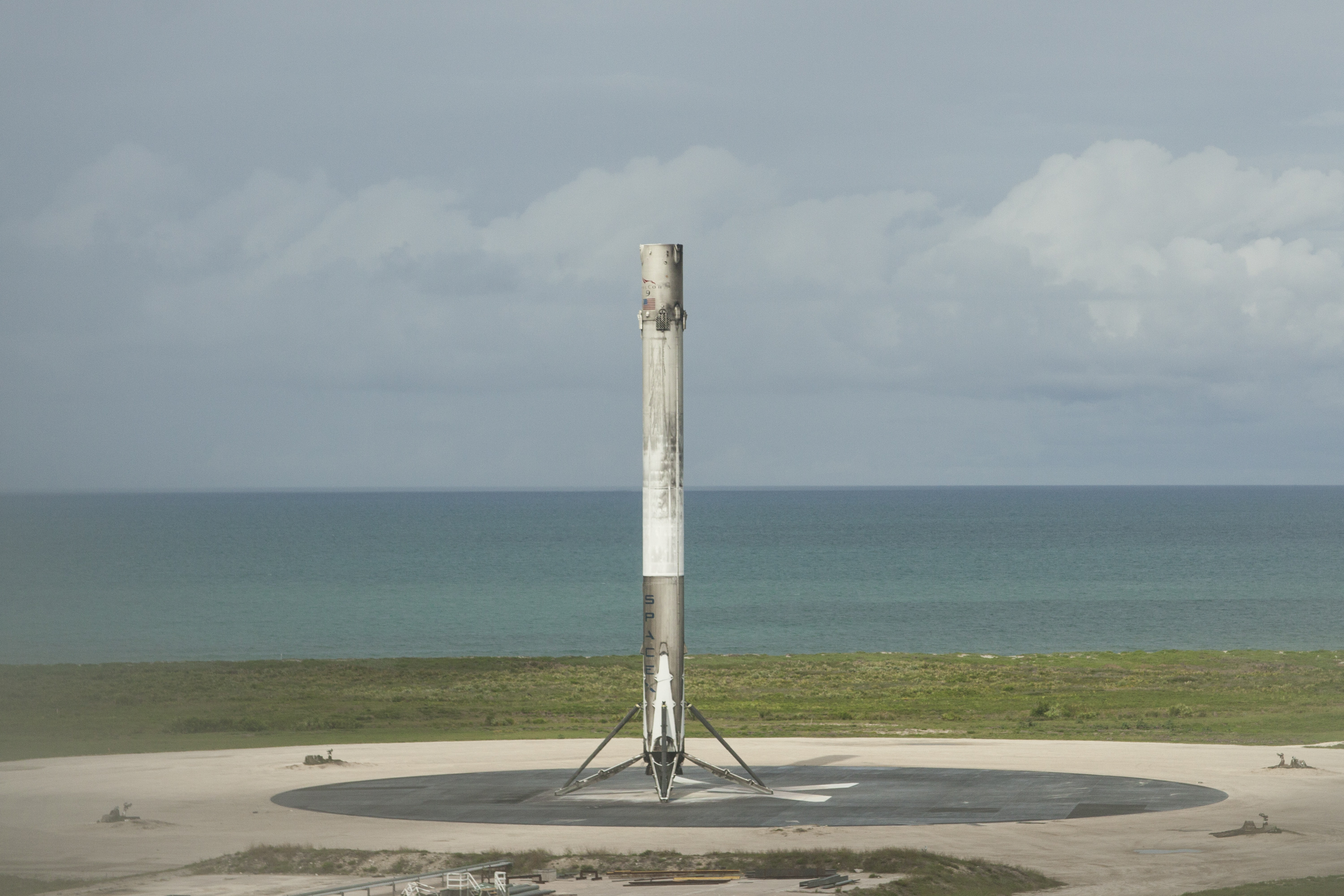
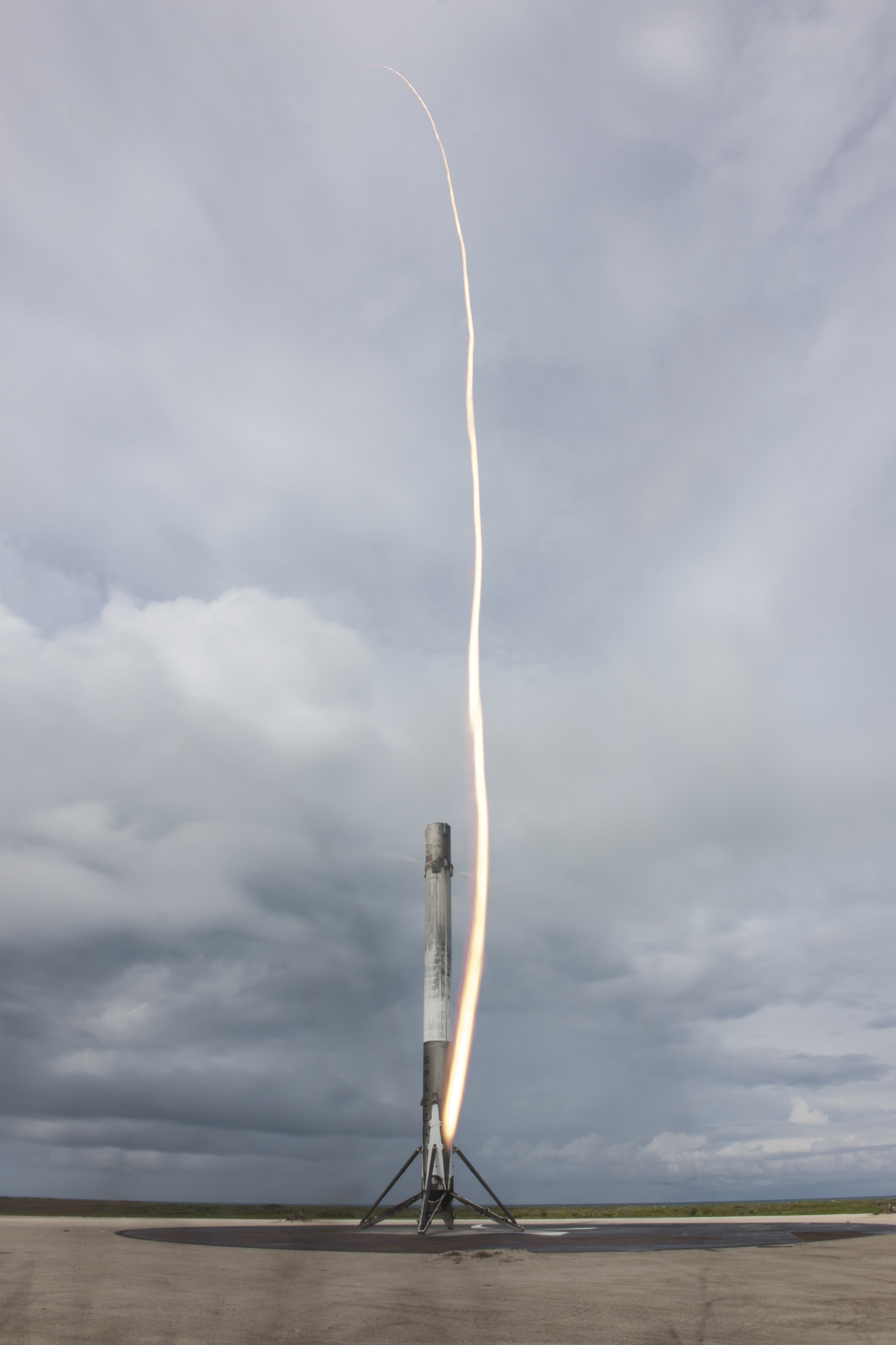